# Талман-Борзя (село)
Талман-Борзя — село в Приаргунском районе Забайкальского края России. Входит в состав сельского поселения «Пограничнинское». Основано в 1916 году.

## География
Село находится в западной части района на расстоянии примерно 27 километров (по прямой) на северо-запад от посёлка городского типа Приаргунск. 

## Климат
Климат характеризуется как резко континентальный, с длительной морозной малоснежной зимой и коротким тёплым летом. Среднегодовая температура воздуха по району отрицательная и варьируется в пределах от -−4°С до — 3,5°С. Средняя температура самого холодного месяца (января) составляет −26 — −29°С (абсолютный минимум — −56 °С), температура самого тёплого (июля) — 18 — 20°С (абсолютный максимум — 38 °С). Безморозный период длится в среднем от 90 до 110 дней в году. Среднегодовое количество атмосферных осадков составляет 300—350 мм.
Часовой пояс
Село Талман-Борзя находится в часовой зоне МСК+6. Смещение применяемого времени относительно UTC составляет +9:00.

## Население
| 1989 | 2002 | 2010 | 2021 |
| ---- | ---- | ---- | ---- |
| 576  | ↘502 | ↘414 | ↘340 |

Национальный состав
Согласно результатам переписи 2002 года, в национальной структуре населения русские составляли 99% из 502 чел.

## Инфраструктура
В селе функционируют Талман-Борзинская основная общеобразовательная школа, клуб, библиотека и фельдшерско-акушерский пункт. Электрическая подстанция Талман-Борзя.
Личное подсобное хозяйство с зоной сельскохозяйственного использования, индивидуальная застройка усадебного типа.
Основа экономики — сельское хозяйство.

## Транспорт
Автобусное сообщение с райцентром. Остановка общественного транспорта «Талман-Борзя». 